# Conseil des Soixante
Le Conseil des Soixante (d’abord Conseil des Cinquante en 1457) apparaît sous ce nom à Genève à partir de 1502 et subsiste jusqu’à la Révolution. Il est élu par le Petit Conseil (ou Conseil ordinaire), dans le but de constituer un organe intermédiaire entre l’exécutif, soit les syndics et le Petit Conseil, et le législatif, soit le Conseil général. En réalité il n’avait pas d’existence propre indépendante et jouait le rôle d’auxiliaire, dépendant du Conseil ordinaire et des syndics,.